# Never Die Alone
Never Die Alone é um filme de drama-crime americano lançado em 2004, foi dirigido por Ernest R. Dickerson, com roteiro de James Gibson. É uma adaptação do romance de mesmo nome, escrito por Donald Goines.

## Elenco
- DMX — King David
- Michael Ealy — Michael
- David Arquette — Paul
- Clifton Powell — Moon
- Reagan Gomez-Preston — Juanita
- Jennifer Sky — Janet
- Drew Sidora — Ella
- Antwon Tanner — Blue
- Keesha Sharp — Edna
- Xavier Simmons — Young Michael